# Hugh Carthy
Hugh John Carthy (* 9. července 1994) je britský profesionální silniční cyklista jezdící za UCI WorldTeam EF Education–EasyPost.

## Kariéra
V roce 2014 Carthy vyhrál závod Tour de Korea a před sezónou 2015 se připojil k španělskému týmu Caja Rural–Seguros RGA. Byl jmenován na startovní listině Vuelta a España 2016 a Gira d'Italia 2017. Carthy musel kvůli nehodě v 6. etapě odstoupit z Vuelty a España 2019, čímž se stal jedním ze 4 závodníků, kteří odstoupili ze stejného důvodu. V srpnu 2020 byl jmenován na startovní listině Tour de France 2020.
1. listopadu 2020 získal Carthy své první etapové vítězství na Grand Tours na Vueltě a España 2020, když vyhrál 12. etapu závodu s cílem na Alto de El Angliru. Jeho čas výjezdu na vrchol patří mezi 10 nejlepších v historii a lepší čas si připsal už jen Chris Horner na Vueltě v roce 2013. Závod dokončil na celkovém 3. místě, čímž získal své první pódiové umístění na Grand Tours.

## Hlavní výsledky
2012
Junior Tour of Wales
 celkový vítěz
 vítěz vrchařské soutěže
vítěz 2. etapy
2014
Tour de Korea
 celkový vítěz
 vítěz soutěže mladých jezdců
vítěz 7. etapy
Tour of Japan
6. místo celkově
 vítěz vrchařské soutěže
 vítěz soutěže mladých jezdců
Mzansi Tour
6. místo celkově
vítěz prologu (TTT)
2015
Tour du Gévaudan Languedoc-Roussillon
9. místo celkově
 vítěz soutěže mladých jezdců
USA Pro Cycling Challenge
9. místo celkově
2016
Vuelta a Asturias
 celkový vítěz
 vítěz soutěže mladých jezdců
vítěz 1. etapy
6. místo Prueba Villafranca de Ordizia
8. místo Giro dell'Appennino
8. místo GP Miguel Indurain
Volta a Catalunya
9. místo celkově
 vítěz soutěže mladých jezdců
Vuelta a la Comunidad de Madrid
9. místo celkově
2018
Colorado Classic
3. místo celkově
 vítěz vrchařské soutěže
Tour of Utah
5. místo celkově
2019
Tour de Suisse
 vítěz vrchařské soutěže
vítěz 9. etapy
Tour du Haut Var
3. místo celkově
Giro d'Italia
lídr  po 12. etapě
2020
Vuelta a España
3. místo celkově
vítěz 12. etapy
Tour de La Provence
4. místo celkově
2021
Vuelta a Burgos
vítěz 5. etapy
3. místo Faun-Ardèche Classic
Tour of the Alps
5. místo celkově
Giro d'Italia
8. místo celkově
Volta a Catalunya
8. místo celkově
2022
Tour de Langkawi
2. místo celkově
Giro d'Italia
9. místo celkově
Tour of the Alps
9. místo celkově
2023
Tour of the Alps
2. místo celkově
Tour of Guangxi
4. místo celkově
6. místo Trofeo Serra de Tramuntana
Tirreno–Adriatico
8. místo celkově

### Výsledky na etapových závodech
| Výsledky na Grand Tours        |      |      |      |      |      |      |      |      |      |
| Grand Tour                     | 2015 | 2016 | 2017 | 2018 | 2019 | 2020 | 2021 | 2022 | 2023 |
| Giro d'Italia                  | —    | —    | 92   | 77   | 11   | —    | 8    | 9    | DNF  |
| Tour de France                 | —    | —    | —    | —    | —    | 37   | —    | —    | —    |
| Vuelta a España                | —    | 125  | —    | —    | DNF  | 3    | DNF  | 25   | 23   |
| Výsledky na etapových závodech |      |      |      |      |      |      |      |      |      |
| Závod                          | 2015 | 2016 | 2017 | 2018 | 2019 | 2020 | 2021 | 2022 | 2023 |
| Paříž–Nice                     | —    | —    | —    | —    | —    | —    | —    | —    | —    |
| Tirreno–Adriatico              | —    | —    | —    | —    | —    | —    | —    | —    | 8    |
| Volta a Catalunya              | —    | 9    | 20   | 13   | DNF  | NS   | 8    | 27   | —    |
| Kolem Baskicka                 | 85   | —    | —    | DNF  | 12   | NS   | 12   | —    | —    |
| Tour de Romandie               | —    | —    | —    | 47   | 28   | NS   | —    | —    | —    |
| Critérium du Dauphiné          | —    | —    | —    | —    | —    | —    | —    | —    | —    |
| Tour de Suisse                 | —    | —    | 56   | 18   | 27   | NS   | —    | DNF  | —    |

| —   | Nezúčastnil se |
| DNF | Nedokončil     |
| NS  | Nejelo se      |